# Nyakizingwe
Nyakizingwe är ett periodiskt vattendrag i Burundi.   Det ligger i provinsen Makamba, i den södra delen av landet, 90 km sydost om huvudstaden Bujumbura.
Omgivningarna runt Nyakizingwe är en mosaik av jordbruksmark och naturlig växtlighet. Runt Nyakizingwe är det tätbefolkat, med 356 invånare per kvadratkilometer.